# Política de Noruega
La política de Noruega se desarrolla en el marco de una monarquía constitucional democrática representativa y parlamentaria. El poder ejecutivo lo ejerce el Consejo de Estado, el gabinete, dirigido por el primer ministro de Noruega. El poder legislativo recae tanto en el Gobierno como en el poder legislativo, el Storting, elegido dentro de un sistema multipartidista. El poder judicial es independiente del ejecutivo y del legislativo.
La Unidad de Inteligencia de The Economist calificó a Noruega como una "democracia plena" en 2022. Según los índices de democracia V-Dem, Noruega fue en 2023 el segundo país democrático más electoral del mundo. Reporteros Sin Fronteras clasificó a Noruega como el primer país del mundo en el Índice de Libertad de Prensa de 2019. El informe del año 2020 de Freedom House, Libertad en el mundo clasificó a Noruega como "libre", obteniendo la máxima puntuación en las categorías de "derechos políticos" y "libertades civiles".

## Desarrollo constitucional
La constitución noruega, firmada por la asamblea de Eidsvoll el 17 de mayo de 1814, transformó Noruega de monarquía absoluta en monarquía constitucional. La constitución de 1814 otorgaba derechos como la libertad de expresión (§100) y el imperio de la ley (§§ 96, 97, 99). Entre las enmiendas más importantes figuran:
- 4 de noviembre de 1814: Nueva Constitución para formar una unión personal con el rey de Suecia.
- 1851: Levantamiento de la prohibición constitucional de admitir judíos (véase cláusula judía).
- 1884: El parlamentarismo ha evolucionado desde 1884 y supone que el gabinete no debe tener al Parlamento en contra (no es necesaria una ausencia de desconfianza, pero sí un apoyo expreso), y que el nombramiento por el Rey es una formalidad cuando hay una clara mayoría parlamentaria. Esta norma parlamentaria tiene rango de costumbre constitucional. Todas las nuevas leyes se aprueban y todos los nuevos gobiernos son, por tanto, formados de iure por el Rey, aunque no de facto. Tras unas elecciones sin mayoría clara, el Rey nombra al nuevo gobierno de facto.
- 1887: Se levanta la prohibición contra las órdenes monásticas
- 1898: Se establece el sufragio universal masculino
- 1905: Disolución de la Unión con Suecia
- 1913: Se establece el sufragio universal
- 1956: Se formaliza la libertad religiosa y se levanta la prohibición contra los jesuitas (véase cláusula jesuita).
- 2004: Nueva disposición sobre la libertad de expresión, que sustituye al antiguo artículo 100.
- 2007: Suprimido el antiguo sistema de división del Stortinget en el Odelsting y el Lagting (entró en vigor tras las elecciones generales de 2009). Cambios en el Tribunal de Impugnación. El sistema parlamentario ahora forma parte de la Constitución (antes era sólo una costumbre constitucional) (nuevo artículo 15).

## Poder ejecutivo
| Cargo           | Nombre           | Partido           | Fecha de inicio       |
| --------------- | ---------------- | ----------------- | --------------------- |
| Rey             | Harald V         |                   | 17 de enero de 1991   |
| Primer ministro | Jonas Gahr Støre | Partido Laborista | 14 de octubre de 2021 |

Noruega es una monarquía constitucional, en la que el rey tiene un poder principalmente simbólico. La casa real es una rama de la familia principesca de Schleswig-Holstein-Sonderburg-Glücksburg, y de la Casa de Sajonia-Coburgo y Gotha en Alemania. Las funciones del rey, Harald V, son principalmente ceremoniales, pero tiene influencia como símbolo de la unidad nacional. Aunque la Constitución de 1814 otorga importantes poderes ejecutivos al rey, éstos son ejercidos siempre por el Consejo de Estado en nombre del rey (Consejo del Rey, o gabinete). El rey es también Alto Protector de la Iglesia de Noruega (la iglesia del Estado), Gran Maestre de la Real Orden Noruega de San Olav y, simbólicamente, Comandante Supremo de las fuerzas armadas noruegas.
El Consejo de Estado es convocado formalmente por el monarca reinante. El Consejo de Estado está formado por el primer ministro y su consejo, nombrados formalmente por el rey. El parlamentarismo ha evolucionado desde 1884 e implica que el gabinete no debe tener al Parlamento en contra, y que el nombramiento por el rey es una formalidad. El consejo debe contar con la confianza del órgano legislativo noruego, conocido como el Storting. En la práctica, el monarca pedirá al líder de un bloque parlamentario que tenga mayoría en el Storting que forme gobierno. Tras unas elecciones que no dan una mayoría clara a ningún partido o coalición, se nombra primer ministro al líder del partido con más probabilidades de poder formar gobierno. Desde la Segunda Guerra Mundial, la mayoría de los gobiernos no socialistas han sido coaliciones, y los gobiernos del Partido Laborista han dependido a menudo del apoyo de otros partidos para conservar los votos parlamentarios necesarios.
El poder ejecutivo se divide en los siguientes ministerios:

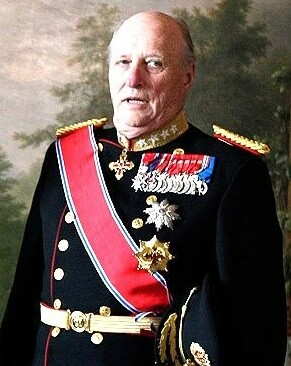
Harald V es Rey de Noruega desde 1991. El rey noruego tiene poderes principalmente simbólicos.

- Oficina del primer ministro (Statsministerens kontor)
- Ministerio de Agricultura y Alimentación (Landbruks- og matdepartementet)
- Ministerio de la Infancia y la Igualdad (Barne- og likestillingsdepartementet)
- Ministerio de Cultura (Kulturdepartementet)
- Ministerio de Defensa (Forsvarsdepartementet)
- Ministerio de Educación e Investigación (Kunnskapsdepartementet)
- Ministerio de Medio Ambiente (Miljøverndepartementet)
- Ministerio de Economía (Finansdepartementet)
- Ministerio de Pesca y Asuntos Costeros (Fiskeri- og kystdepartementet)
- Ministerio de Asuntos Exteriores (Utenriksdepartementet)
- Ministerio de Administración Pública y Reforma (Fornyings- og administrasjonsdepartementet)
- Ministerio de Sanidad y Servicios Asistenciales (Helse- og omsorgsdepartementet)
- Ministerio de Justicia y Policía (Justis- og politidepartementet)
- Ministerio de Trabajo e Inclusión Social (Arbeids- og inkluderingsdepartementet)
- Ministerio de Administración Local y Desarrollo Regional (Kommunal- og regionaldepartementet)
- Ministerio de Petróleo y Energía (Olje- og energidepartementet)
- Ministerio de Comercio e Industria (Nærings- og handelsdepartementet)
- Ministerio de Transportes y Comunicaciones (Samferdselsdepartementet)

### Gobiernos de 1935 a 1981
El Partido Laborista ha sido el partido más grande en el Parlamento desde las elecciones de 1927 hasta las recientes elecciones de 2017. Los laboristas formaron su primer breve gobierno en minoría en 1928, que solo duró 18 días. Tras las elecciones de 1936, el Partido Laborista formó un nuevo gobierno en minoría, que tuvo que exiliarse entre 1940 y 1945 debido a la ocupación alemana de Noruega. Tras un breve gobierno transpartidista después de la capitulación alemana en 1945, los laboristas obtuvieron la mayoría de los escaños del Parlamento en las primeras elecciones de posguerra de 1945.
Noruega estuvo gobernada por gobiernos laboristas de 1945 a 1981, excepto en tres periodos (1963, 1965-1971 y 1972-1973). El Partido Laborista tuvo mayoría uninominal en el Storting de 1945 a 1961. Desde entonces, ningún partido ha formado en solitario un gobierno mayoritario, por lo que los gobiernos minoritarios y de coalición han sido la norma. Después de que el gobierno de centro-derecha de Willoch perdiera la mayoría parlamentaria en las elecciones de 1985, no hubo gobiernos mayoritarios en Noruega hasta que se formó el segundo gobierno de Stoltenberg tras las elecciones de 2005.

### Gobiernos de 1981 a 2005

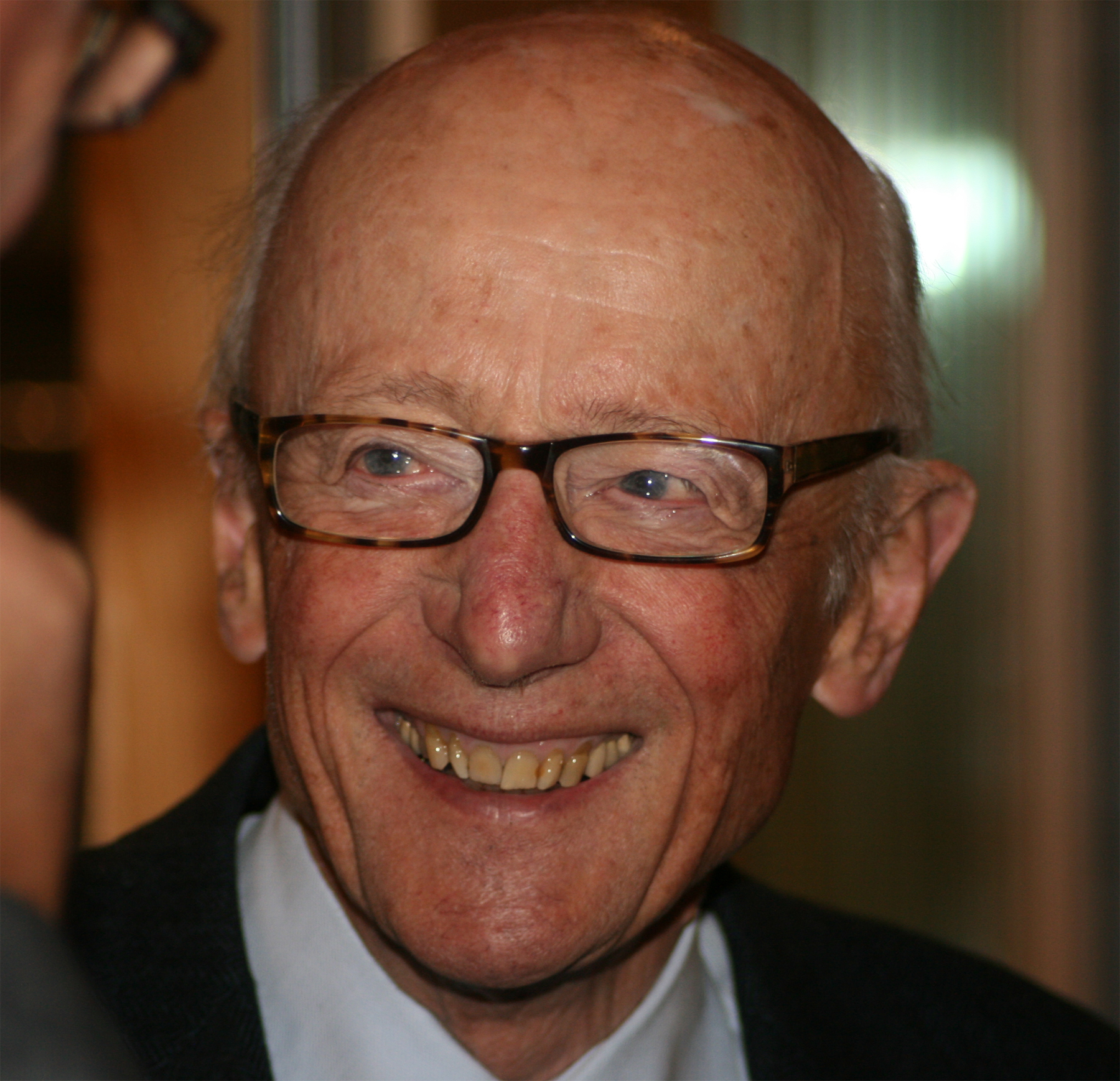
Kåre Willoch (Partido Conservador) fue primer ministro de 1981 a 1986.

De 1981 a 1997, los gobiernos alternaron entre gobiernos laboristas en minoría y gobiernos de centro-derecha liderados por los conservadores. Los gobiernos de centro-derecha obtuvieron el poder en tres de las cuatro elecciones celebradas durante este periodo (1981, 1985, 1989), mientras que los laboristas derrocaron a esos gobiernos dos veces entre elecciones (1986, 1990) y se mantuvieron en el poder tras una elección (1993). Las elecciones se celebran en septiembre y los gobiernos cambian en octubre de los años electorales.
El líder conservador Kåre Willoch formó un gobierno en minoría tras las elecciones de 1981. En 1983, a medio camino entre las elecciones, este gobierno se amplió a una coalición tripartita mayoritaria formada por los conservadores, el Partido de Centro y los democristianos. En las elecciones de 1985, la coalición perdió la mayoría, pero permaneció en el poder hasta 1986, cuando dimitió tras perder una votación parlamentaria sobre los impuestos de la gasolina.
La líder laborista Gro Harlem Brundtland fue primera ministra durante tres periodos. Primero brevemente, desde febrero de 1981 hasta las elecciones de ese mismo año; después, desde mayo de 1986 hasta las elecciones de 1989; y por último, desde noviembre de 1990 hasta octubre de 1996, cuando decidió retirarse de la política nacional. Brundtland ejerció una gran influencia en la política y la sociedad noruegas durante este periodo y fue apodada la "madre nacional".
Tras las elecciones de 1989 se formó una coalición de centro-derecha con los mismos tres partidos que en 1983-1986, esta vez encabezada por el líder conservador Jan P. Syse. Esta coalición gobernó desde 1989 hasta noviembre de 1990, cuando se hundió desde dentro por la cuestión de la adhesión de Noruega al Espacio Económico Europeo.

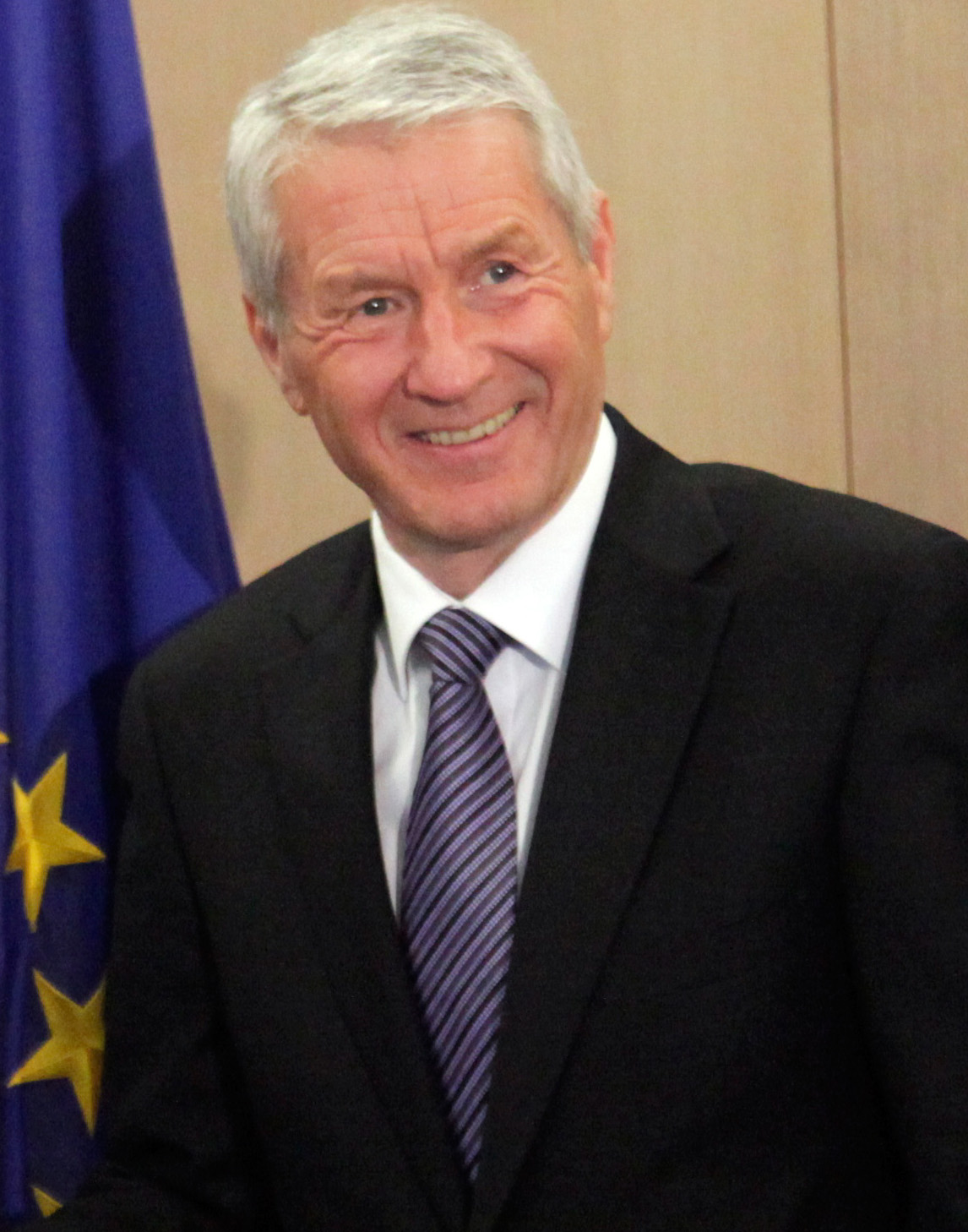
Thorbjørn Jagland (laborista) fue primer ministro entre 1996 y 1997. Posteriormente fue Secretario General del Consejo de Europa.

Cuando Brundtland dimitió en 1996, el líder laborista Thorbjørn Jagland formó un nuevo gobierno laborista que permaneció en el poder hasta octubre de 1997, cuando, tras las elecciones de septiembre de 1997, declaró que su gobierno dimitiría porque el Partido Laborista no había conseguido al menos el 36,9% de los votos nacionales, el porcentaje que los laboristas habían obtenido en las elecciones de 1993.
Una coalición minoritaria tripartita de los partidos de Centro, Demócrata Cristiano y Liberal, encabezada por el primer ministro Demócrata Cristiano Kjell Magne Bondevik, accedió al poder en octubre de 1997. Ese gobierno cayó en marzo de 2000 por la cuestión de las centrales de gas natural propuestas, a las que se oponía Bondevik por su impacto en el cambio climático.
El laborista Jens Stoltenberg, protegido de Brundtland, asumió el poder en un gobierno laborista en minoría, pero perdió el poder en las elecciones de septiembre de 2001, cuando los laboristas obtuvieron sus peores resultados desde la Primera Guerra Mundial.
Bondevik volvió a ser primer ministro en 2001, esta vez al frente de una coalición minoritaria de conservadores, democristianos y liberales, coalición que dependía del apoyo del Partido del Progreso. Este gobierno de coalición fue el primero en permanecer en el cargo durante un periodo electoral completo de cuatro años desde el gobierno de coalición de Per Borten de 1965-1969.

### Consejo de Ministros de 2005 a 2013
Una coalición entre el Partido Laborista, el Partido de la Izquierda Socialista  y el Partido de Centro asumió el poder el 17 de octubre de 2005, tras las elecciones generales de 2005, en las que esta coalición obtuvo una mayoría de 87 de los 169 escaños del Storting. Jens Stoltenberg fue elegido primer ministro y formó un gabinete conocido como el segundo gabinete de Stoltenberg.
Fue una coalición histórica en varios aspectos. Fue la primera vez que la Izquierda Socialista se sentó en el gabinete, la primera vez que el Partido Laborista se sentó en un gobierno de coalición desde el gobierno transpartidista de cuatro meses de la posguerra de 1945 (de lo contrario, en el gobierno en solitario), y la primera vez que el Partido de Centro se sentó en el gobierno junto con partidos socialistas (de lo contrario, en coalición con partidos conservadores y otros partidos de centro).
En las elecciones generales de 2009, los partidos de la coalición mantuvieron la mayoría en el Storting al obtener 86 de los 169 escaños, con lo que continuó el segundo gabinete de Stoltenberg. Ha habido varias remodelaciones en el gabinete durante su existencia.

### Consejo de Ministros de 2013 a 2021
En las elecciones de 2013, el Gobierno de coalición rojiverde en funciones obtuvo 72 escaños y perdió la mayoría. Las elecciones se saldaron con la victoria de los cuatro partidos no socialistas de la oposición, que obtuvieron un total de 96 escaños de 169 (85 necesarios para la mayoría). Tras la convención, el Gobierno de Stoltenberg dimitió y entregó el poder en octubre de 2013. El Partido Laborista, sin embargo, siguió siendo el mayor partido del Parlamento, con el 30,8% del voto popular. El Partido del Progreso también perdió terreno, pero no obstante participa en el nuevo gabinete dirigido por la primera ministra conservadora Erna Solberg. Entre los partidos más pequeños, el centrista Partido Liberal y el Partido Demócrata Cristiano mantienen el equilibrio de poder. Ambos hicieron campaña a favor de un cambio de gobierno. El 30 de septiembre, los dos partidos más pequeños anunciaron que apoyarían una coalición minoritaria de los partidos Conservador y Progreso, pero que ellos mismos no ocuparían puestos en el gabinete. El nuevo gobierno de Erna Solberg fue reelegido en 2017. En enero de 2020, el derechista Partido del Progreso abandonó el gobierno. La primera ministra Erna Solberg continuó con un gobierno en minoría formado por tres socios de coalición: sus propios conservadores, el centrista Partido Liberal y los democristianos.

### Consejo de Ministros actual
En las elecciones de 2021, el gabinete de Solberg perdió la mayoría. Jonas Gahr Støre, del Partido Laborista, formó un gobierno de coalición en minoría con el Partido de Centro. El Gobierno cuenta con el apoyo del Partido Socialista de Izquierda para asegurarse la mayoría. El 14 de octubre de 2021, Jonas Gahr Støre, líder del Partido Laborista noruego de centro-izquierda, juró su cargo como nuevo primer ministro de Noruega. Su Gobierno de centro-izquierda en minoría estaba formado por diez mujeres y nueve hombres.

## Poder legislativo

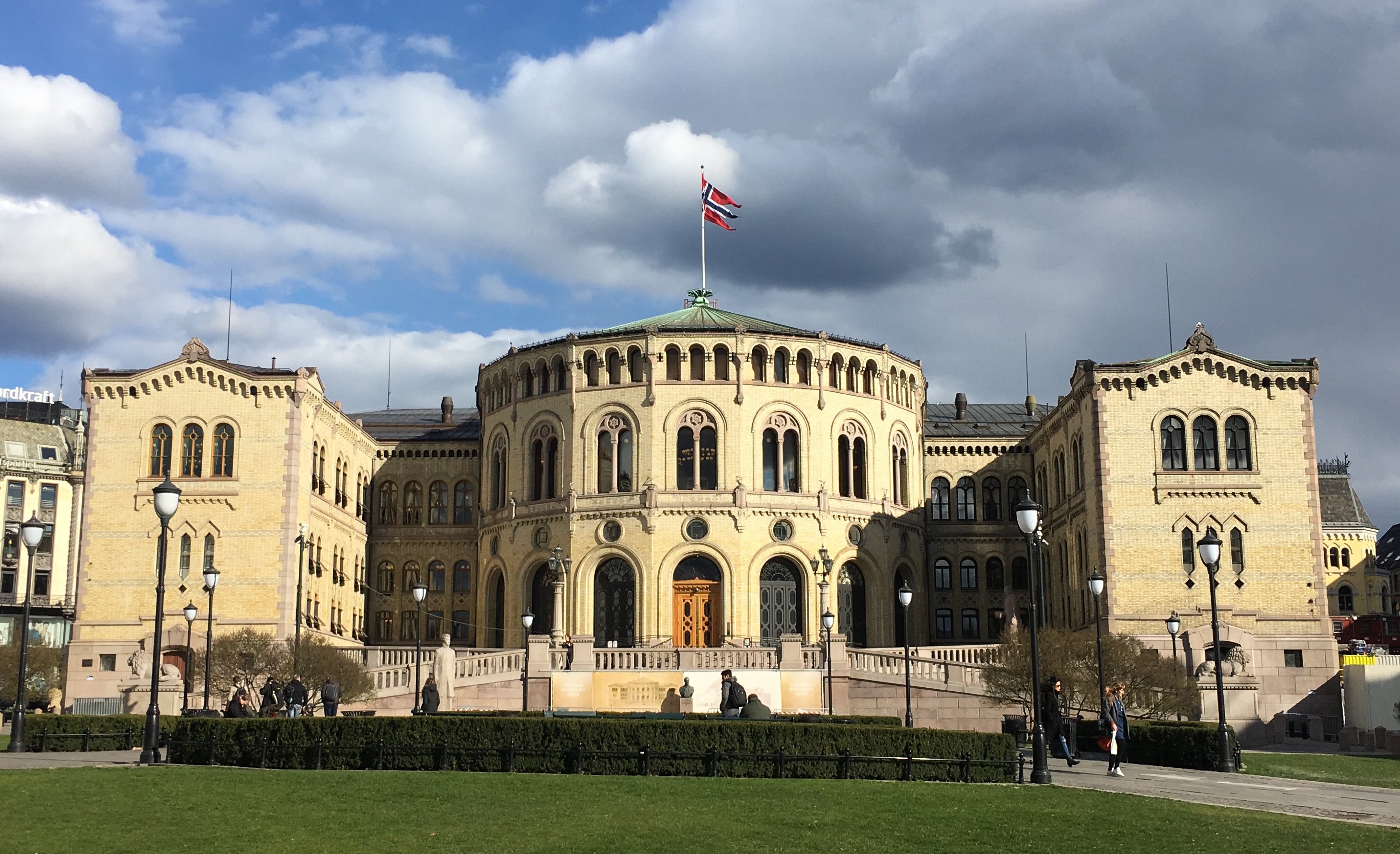
Stortinget, Oslo

Noruega tiene un parlamento unicameral, el Storting ("Gran Consejo"), cuyos miembros son elegidos por votación popular para un mandato de cuatro años (durante el cual no puede disolverse) por representación proporcional en circunscripciones plurinominales. El derecho de voto se concede al cumplir los 18 años.
El Storting cuenta actualmente con 169 miembros (frente a 165 en las elecciones del 12 de septiembre de 2005). Los miembros son elegidos entre los 19 condados para mandatos de cuatro años según un sistema de representación proporcional. Hasta 2009, el Storting se dividía en dos cámaras, el Odelsting y el Lagting, con el único fin de votar la legislación. Las leyes eran propuestas por el Gobierno a través de un miembro del Consejo de Estado o por un miembro del Odelsting y decididas por el Odelsting y el Lagting, en caso de desacuerdo reiterado por el Storting conjunto. En la práctica, el Lagting rara vez discrepaba y se limitaba a refrendar la decisión del Odelsting. En febrero de 2007, el Storting aprobó una enmienda constitucional para derogar la división, que abolió el Lagting para las elecciones generales de 2009, estableciendo así un sistema totalmente unicameral.

## Partidos políticos y elecciones
Las elecciones se celebran cada cuatro años, el segundo lunes de septiembre.
| Resultados mensuales de las elecciones nacionales | Resultados mensuales de las elecciones nacionales para los partidos pequeños. |

## Poder judicial
El sistema jurídico noruego es una mezcla de derecho consuetudinario, sistema de derecho civil y tradiciones de common law; la Corte Suprema emite dictámenes consultivos al poder legislativo cuando se le solicita; acepta la jurisdicción obligatoria del TIJ, con reservas.
Los tribunales ordinarios son la Corte Suprema (Høyesterett), con 18 jueces permanentes y un presidente, los tribunales de apelación (tribunal de segunda instancia en la mayoría de los casos), los tribunales municipales y de condado (tribunal de primera instancia en la mayoría de los casos) y los consejos de conciliación (tribunal de primera instancia en la mayoría de los casos del código civil). Los jueces adscritos a los tribunales ordinarios son nombrados por el Rey en consejo, previa propuesta del Ministerio de Justicia.
El Tribunal Superior del Reino (Riksrett) conoce de los casos de destitución de miembros del Gobierno, el Parlamento o la Corte Suprema. Tras una enmienda a la Constitución noruega en febrero de 2007, los casos de destitución son juzgados por los cinco magistrados de mayor rango del Tribunal Supremo y seis miembros legos en una de las salas del Tribunal Supremo El Tribunal Superior del Reino había perdido en general la mayor parte de su importancia después de 1884, y esta institución ha permanecido pasiva desde 1927. El nuevo sistema pretende devolver al Riksrett su importancia anterior.

## Proceso de destitución
Los miembros del Consejo de Estado, de la Corte Suprema o del Storting pueden ser acusados de delitos penales cometidos en el ejercicio de sus funciones. Las acusaciones son planteadas por el Storting y juzgadas por cinco magistrados del Tribunal Supremo y seis jueces legos.

## Divisiones administrativas
La Noruega continental está dividida en 11 condados (fylker, singular fylke): Agder, Innlandet, Møre og Romsdal, Nordland, Oslo, Rogaland, Vestfold og Telemark, Troms og Finnmark, Trøndelag, Vestland y Viken. Esta cifra se redujo en 2020 de 18. Además están el grupo de islas Svalbard y la isla Jan Mayen.
Los condados y municipios gozan de autonomía local, pero esta autonomía está circunscrita por controles nacionales. Los condados y municipios están sujetos a la supervisión de un gobernador (statsforvalter) nombrado por el Rey en el Consejo de Estado. Un gobernador ejerce la autoridad tanto en Oslo como en el condado adyacente de Viken. Cada condado tiene una asamblea de condado elegida directamente, dirigida por un alcalde, que decide sobre los asuntos que competen a los condados (educación secundaria superior y profesional, algo de cultura, transporte y servicios sociales). También hay un gobernador (sysselmester) en Svalbard, que depende del Ministerio de Asuntos Exteriores y no del Ministerio de Administración Local y Desarrollo Regional como los demás condados.
Los condados están divididos en 356 municipios (kommuner, singular kommune) a partir de 2020. Los municipios están dirigidos por asambleas elegidas directamente, que eligen una junta de concejales y un alcalde. Algunos municipios, sobre todo Oslo, tienen un sistema de gobierno parlamentario, en el que el ayuntamiento elige un gobierno municipal que se encarga de las funciones ejecutivas. Algunos municipios también se dividen en distritos municipales o distritos de ciudad (de nuevo, Oslo es uno de ellos) responsables de determinados servicios de bienestar y cultura. Estos distritos también están dirigidos por asambleas políticas, en algunos casos elegidas directamente por los ciudadanos. Los municipios se ocupan de una amplia gama de cuestiones de planificación y servicios de bienestar, y en su mayoría son libres de realizar actividades que no estén explícitamente restringidas por la ley. Últimamente, las funciones de las comarcas y los municipios han sido objeto de debate, y es posible que se produzcan cambios en un futuro próximo.

## Zonas dependientes
Noruega tiene tres zonas dependientes, todas ellas en la Antártida o cerca de ella: la isla Bouvet, en el océano Atlántico Sur, la Tierra de la Reina Maud, en la Antártida, y la isla Peter I, frente a la Antártida Occidental. La Ley noruega de 27 de febrero de 1930 declara que estas zonas están sujetas a la soberanía noruega como dependencias.
Un intento de anexionarse Groenlandia Oriental acabó derrotado en el Tribunal de La Haya en 1933.

## Participación en organismos internacionales
BAD, BAsD, Grupo de Australia, BPI, Consejo de Estados del Mar Báltico, Consejo de Europa, Organización Europea para la Investigación Nuclear, OTAN, Banco Europeo para la Reconstrucción y el Desarrollo, CEPE, AELC, ESA, FAO, BID, OIEA, BIRF, OACI, CPI, CCI, CIOSL, Cruz Roja, Asociación Internacional de Fomento, AIE, Fondo Internacional de Desarrollo Agrícola, Corporación Financiera Internacional, Instituto Internacional para la Democracia y Asistencia Electoral, Organización Hidrográfica Internacional, OIT, FMI, OMI, Organización Internacional de Telecomunicaciones Móviles por Satélite, Intelsat, Interpol, Comité Olímpico Internacional, OIM, Organización Internacional de Normalización, UIT, Minurso, MPNA (invitado), Consejo Nórdico, Agencia para la Energía Nuclear, NIB, Grupo de abastecedores nucleares, OCDE, OPAQ, OSCE, CPA, Naciones Unidas, CNUCYD, UNESCO, ACNUR, ONUDI, Misión de las Naciones Unidas en Bosnia y Herzegovina, MINUK, MONUP, ONUVT, Unión Postal Universal, OMA, UEO (asociado), OMS, OMPI, OMM, OMC, Comité Zangger.